# Molophilus (Molophilus) monteithi
Molophilus (Molophilus) monteithi is een tweevleugelige uit de familie steltmuggen (Limoniidae). De soort komt voor in het Australaziatisch gebied.